# Evangelisch-reformierte Kirche Langsdorf

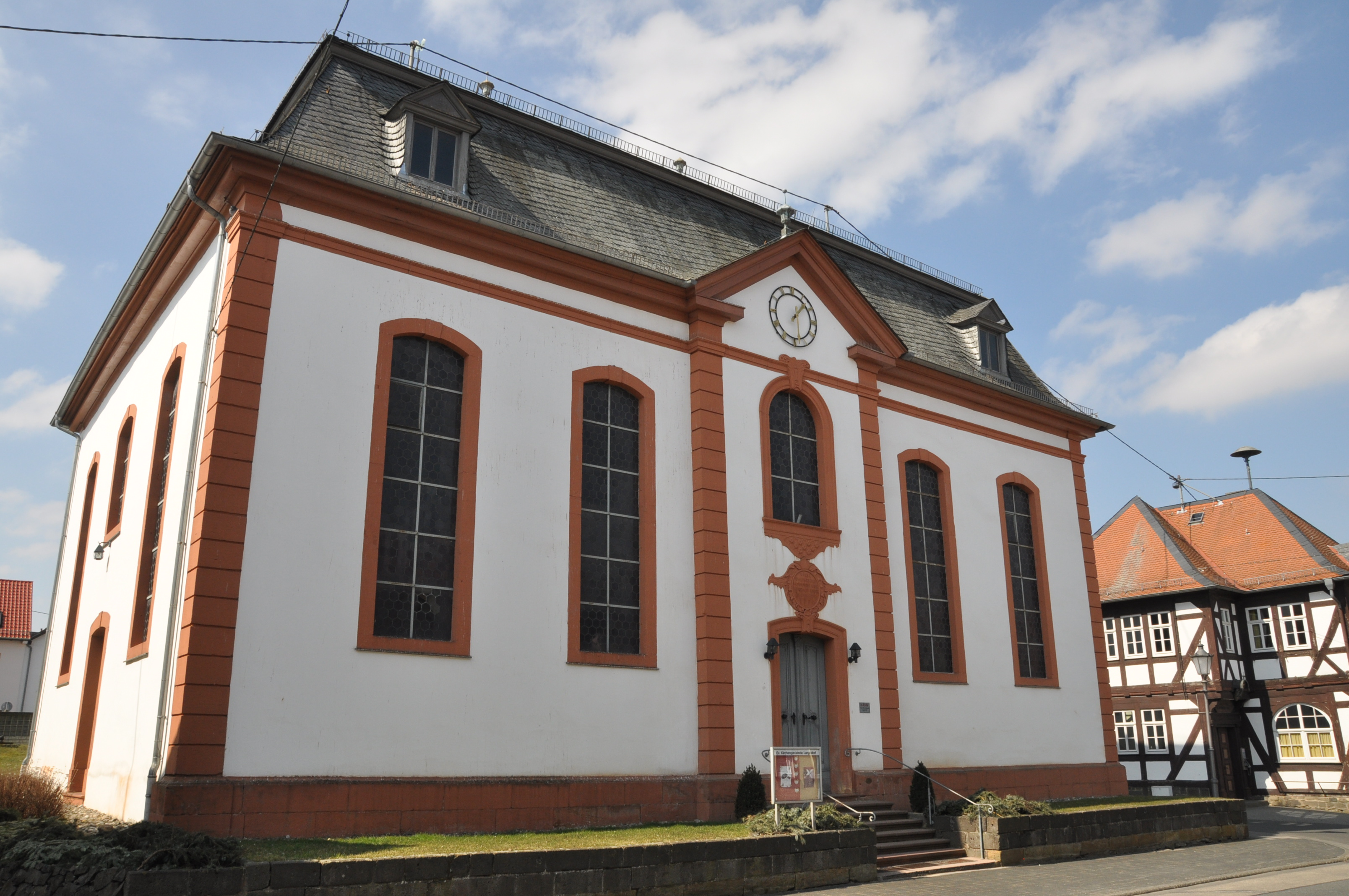
Ostseite an der Straßenfront

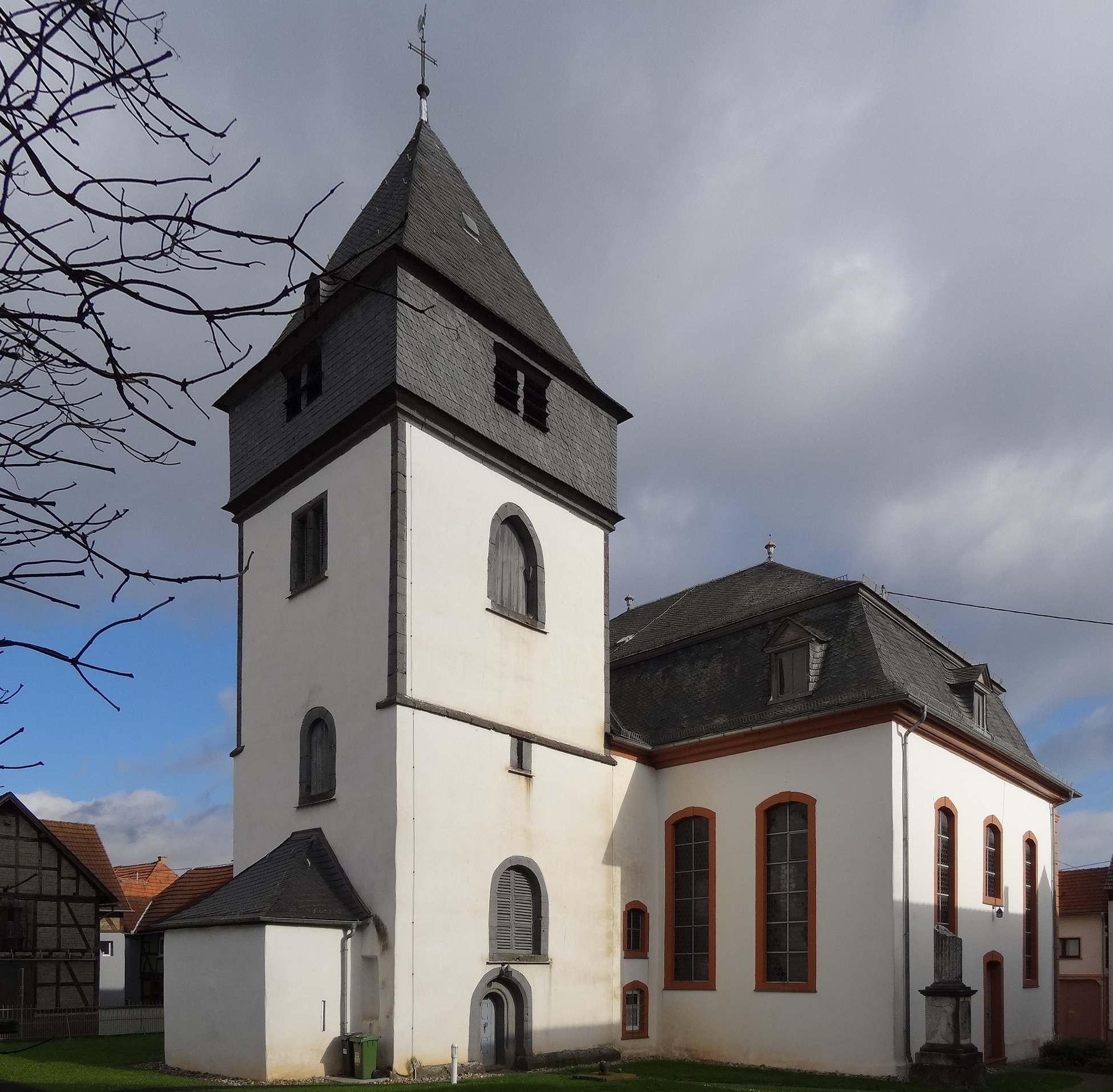
Südwestseite mit Chorturm

Die Evangelisch-reformierte Kirche in Langsdorf, einem Stadtteil von Lich im Landkreis Gießen (Hessen), ist eine Querkirche, die von 1780 bis 1782 im Stil des Rokoko gebaut wurde. Erhalten ist der Chorturm aus dem 13. Jahrhundert. Die Kirche prägt das Ortsbild und ist hessisches Kulturdenkmal.

## Geschichte
Erstmals ist um 1435 eine Kapelle in Langsdorf bezeugt, deren Chorturm aus dem 13. Jahrhundert stammt. Das Gotteshaus war Maria geweiht. In kirchlicher Hinsicht gehörte der Ort im ausgehenden Mittelalter zum Archidiakonat St. Maria ad Gradus in der Erzdiözese Mainz im Sendbezirk Hungen. Sie war Filial von Hungen, wurde 1465 zur selbstständigen Pfarrei erhoben, war aber zur Zeit der Einführung der Reformation wieder Filial. In der Mitte des 16. Jahrhunderts wechselte Langsdorf zum lutherischen, 1582 zum reformierten Bekenntnis. Ab 1553 war die Kirche wieder eine eigenständige Pfarrei und mit der Evangelisch-reformierten Kirche Bettenhausen pfarramtlich verbunden. Inzwischen bilden Langsdorf und bettenhausen eine gemeinsame Kirchengemeinde, die zum Dekanat Gießener Land in der Propstei Oberhessen der Evangelischen Kirche in Hessen und Nassau gehört.
Beim Dorfbrand 1641 wurde der alte Turmhelm zerstört und 1645/46 ersetzt. Das im 18. Jahrhundert abgängige Kirchenschiff an der Westseite wurde abgerissen und in den Jahren 1780 bis 1782 nach Plänen des solms-braunfelsischen Landbaumeisters Bock ein neues Kirchenschiff an der Ostseite gebaut und am 11. August 1782 eingeweiht. An der Westseite des Turms wurde aus den Resten der alten Kirche ein Anbau errichtet, der übergangsweise als Gefängnis diente.

## Architektur

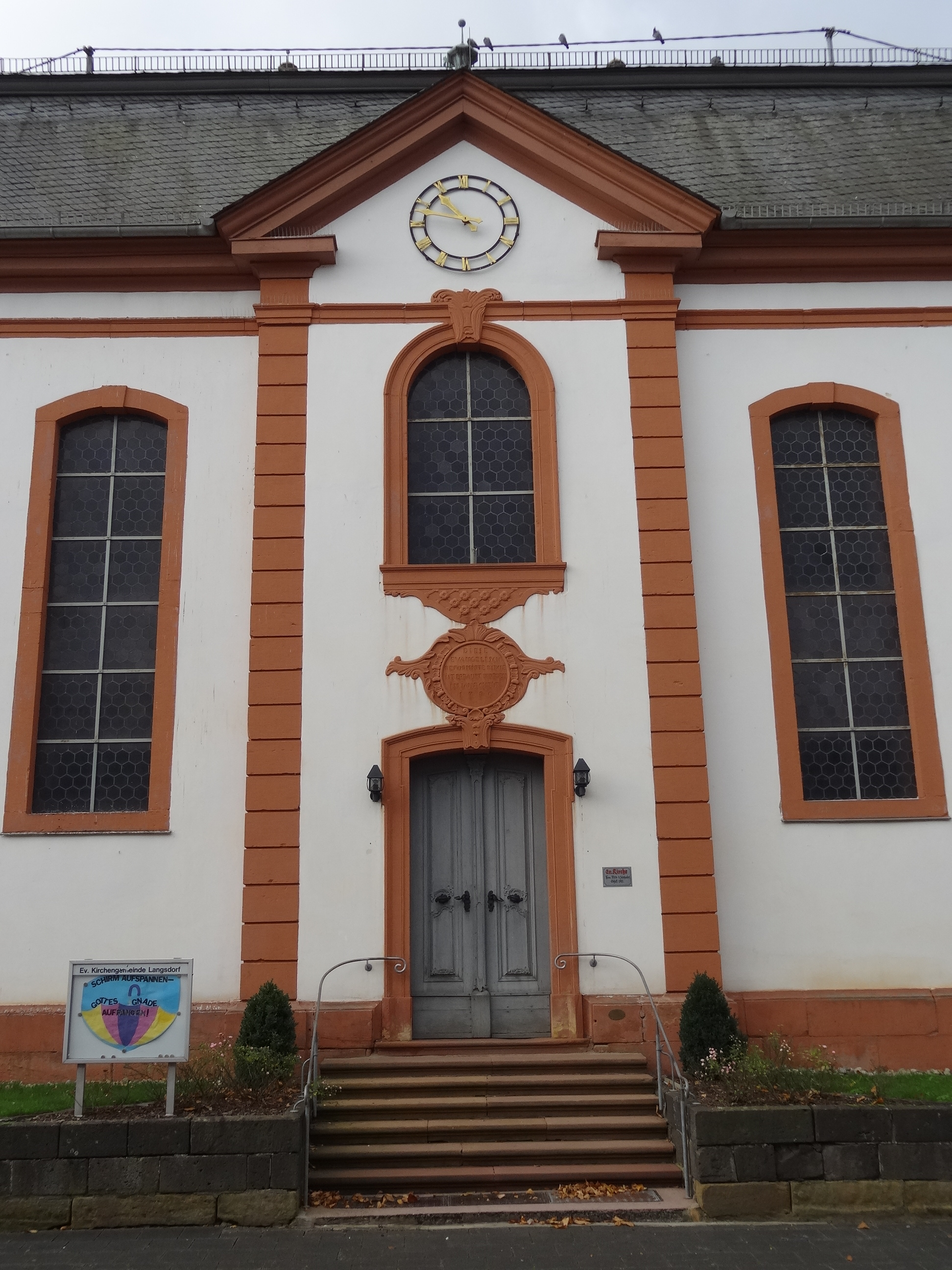
Östliche Schauseite

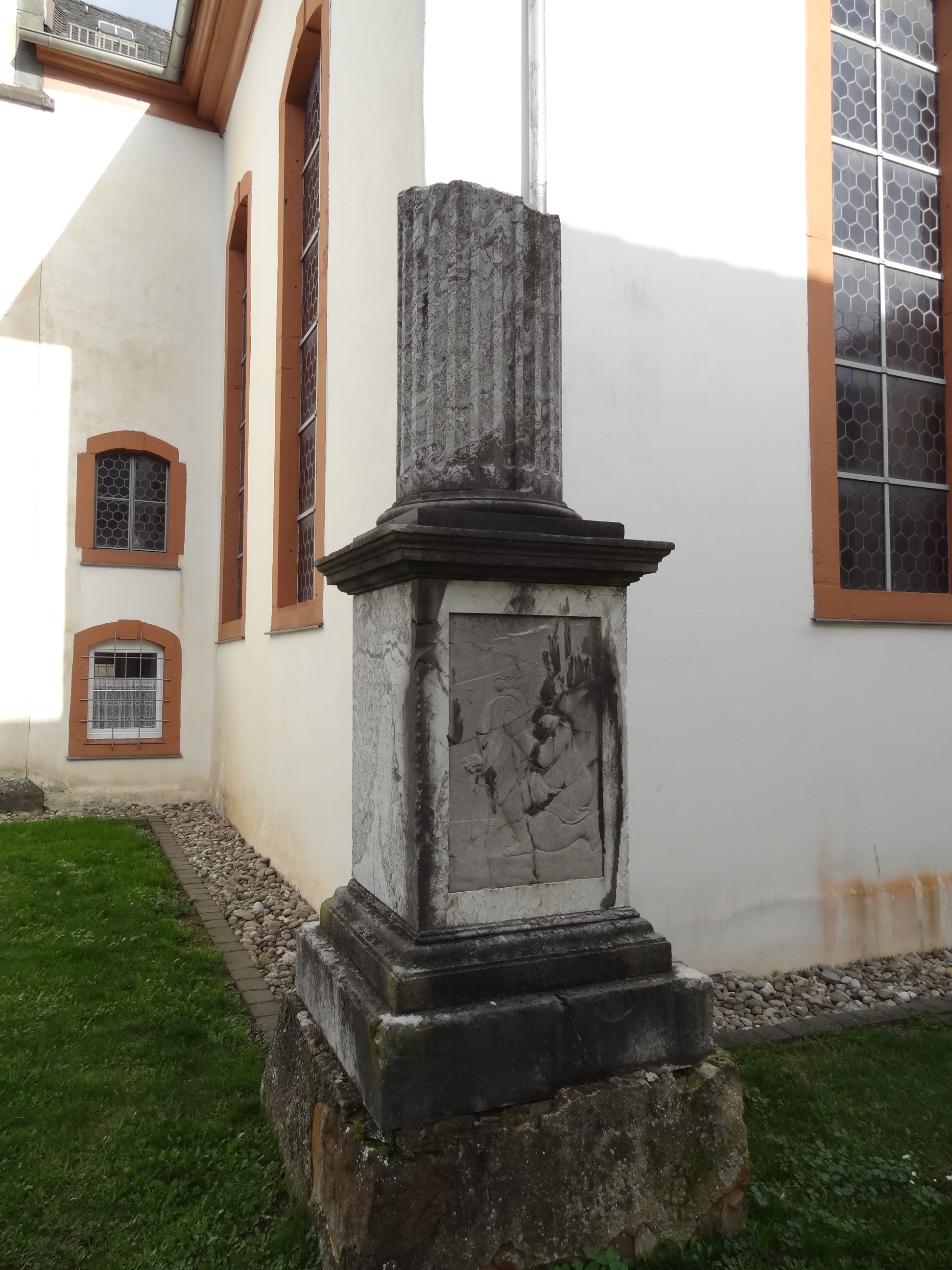
Grabstein des Johann Jacob von Zwierlein

Eine reformierte Tradition der Niederlande aufgreifend, ist die Saalkirche in der Dorfmitte quergerichtet und als Predigtkirche gestaltet. Die östliche Front zur Straßenseite ist reicher gestaltet und weist in der Mitte einen gegiebelten Risalit auf. Die gequaderten Ecklisenen und die Gewände sind aus rotem Sandstein gefertigt. Zehn hohe Fenster mit Segmentbogen versorgen den Innenraum mit Licht. Über den drei mittigen Portalen an den freien Seiten sind kleinere Fenster angebracht. Die Inschrift über dem Hauptportal lautet: „Diese evangelisch-reformierte Kirche ist erbaut im Jahre Christi 1780“. Die Kirche wird von einem verschieferten Mansarddach mit gegiebelten Gauben abgeschlossen.
Der Chorturm des 13. Jahrhunderts steht architektonisch am Übergang von Romanik zur Gotik und dient heute als Westturm. Er wird durch ein Gesims gegliedert. An der Westseite sind der Durchgang zum ehemaligen Kirchenschiff und die alte Dachschräge noch im Putz zu sehen. An der Ostseite befand sich früher eine halbrunde Apsis, deren Kämpferprofil erhalten ist. Das rundbogige Südportal in großer Nische diente in vorreformatorischer Zeit den Priestern als Eingang. Die Vergrößerung des Rundbogenfensters über dem Südportal geht wohl auf das 16. Jahrhundert zurück. Im Obergeschoss sind zweiteilige Spitzbogenfenster mit Plattenmaßwerk angebracht, an der Westseite ein zweiteiliges Fenster unter geradem Sturz. Über dem Turmschaft ist das Glockengeschoss in Fachwerkbauweise gefertigt, das von einem Pyramidenhelm abgeschlossen wird. Turm und Schiff werden durch einen Zwischenbau verbunden, in dem sich die Sakristei, die Patronatslogen und der Kanzelaufgang befinden. An der südwestlichen Ecke der Kirche befindet sich das Grab des Johann Jacob von Zwierlein mit gebrochener Säule und einem flachen Relief.

## Ausstattung

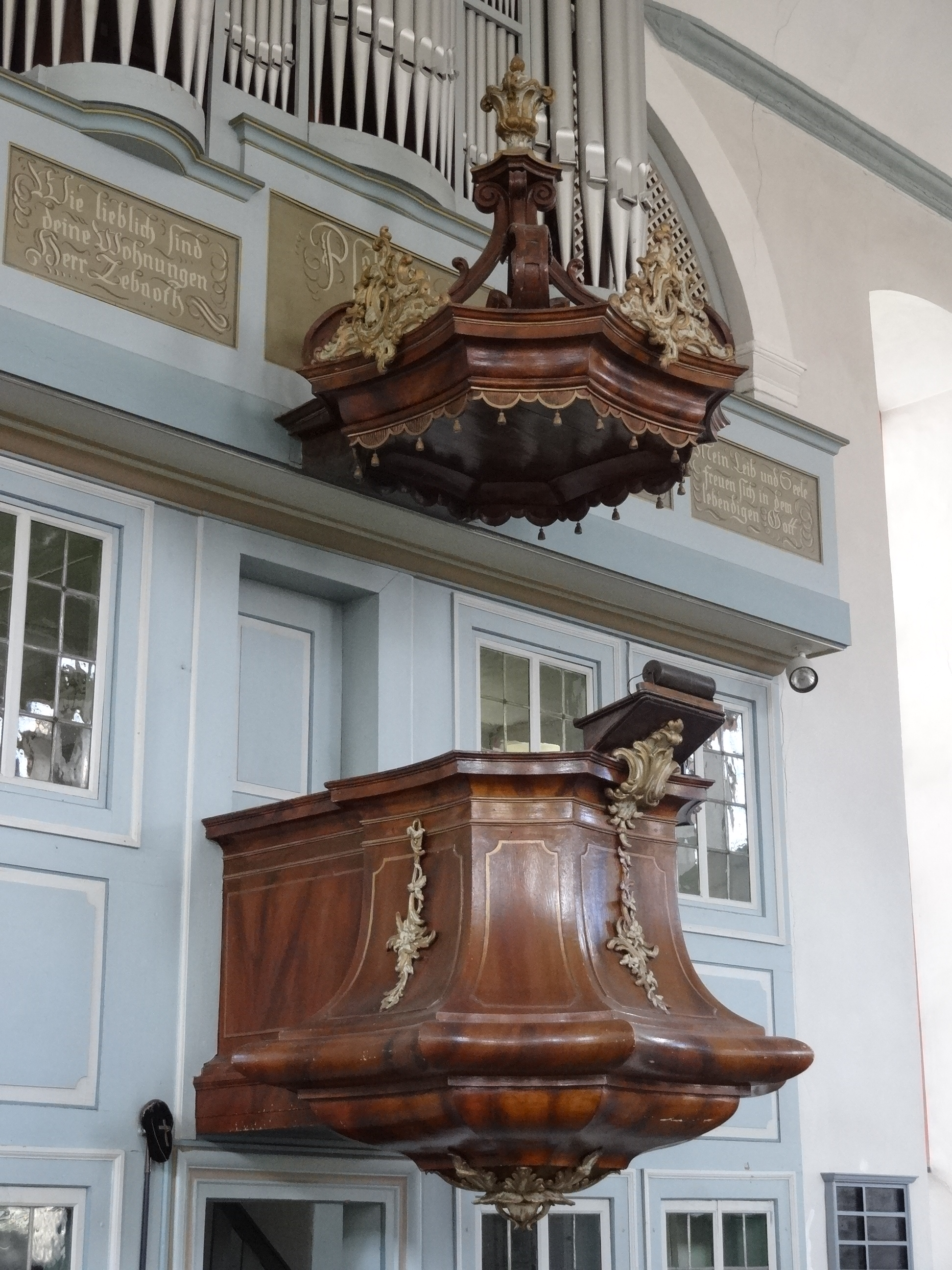
Geschwungene Rokoko-Kanzel

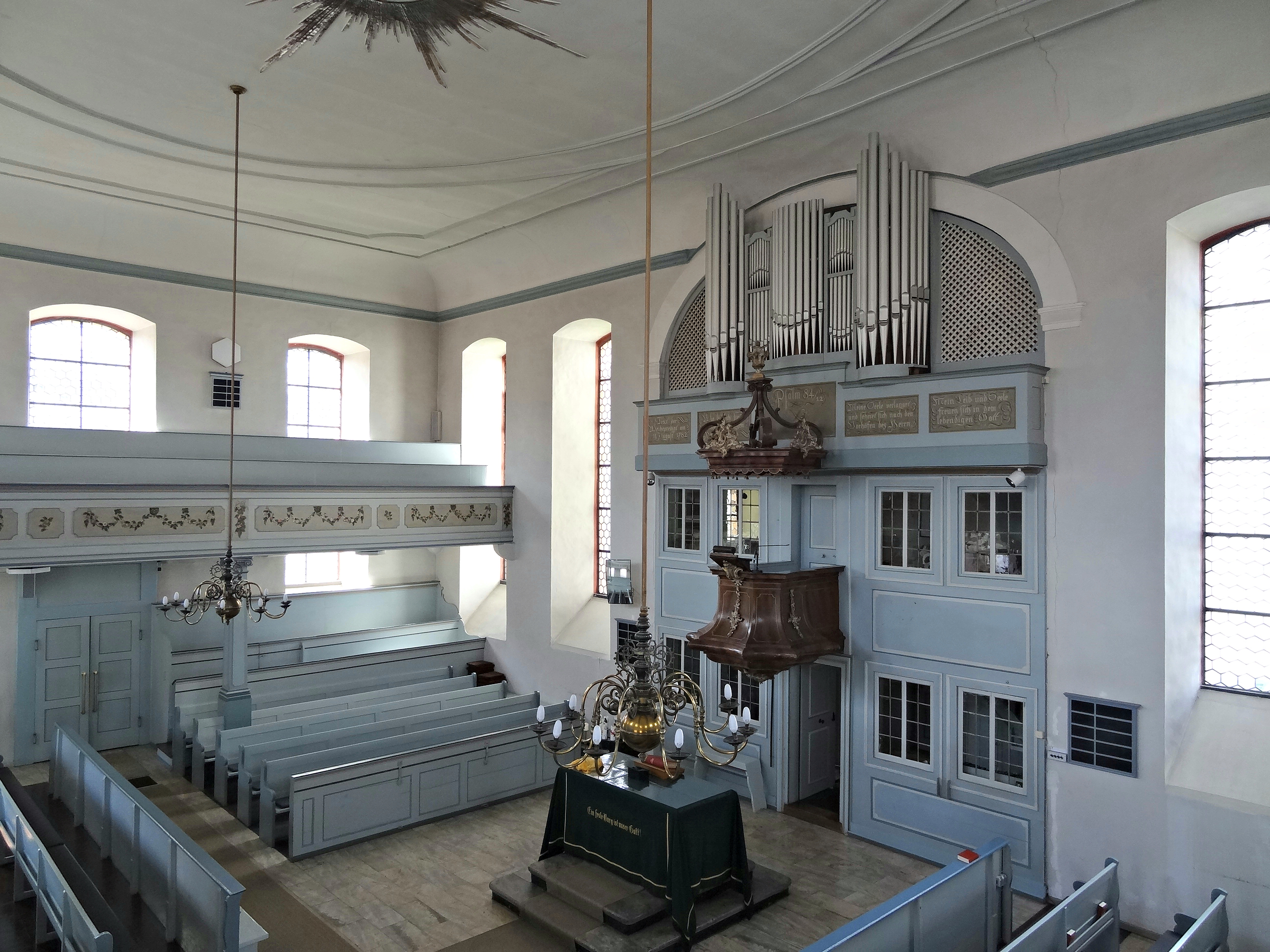
Blick nach Südwest

Der Innenraum wird von einer flachen, gekehlten Decke mit Stuck abgeschlossen, in deren Mitte das Auge der Vorsehung in einem Strahlenkranz dargestellt wird. Die Kirche ist entsprechend reformierter Tradition schlicht ausgestattet.
Altar, Kanzel und Orgel sind axial höhengestaffelt und streng symmetrisch angeordnet. Die Orgel ist oben in der großen Bogennische an der Westwand vor dem Sakristeianbau angebracht. Die Seitenfelder werden durch hölzernes Rautenwerk vollständig geschlossen. In den fünf Brüstungsfeldern der Orgelempore, deren mittleres leicht überhöht ist, sind Inschriften aufgemalt, die den Predigttext anlässlich der Einweihung des Kirchenneubaus vor Augen halten: „Text der Weihepredigt am 11. August 1782 / Wie lieblich sind deine Wohnungen Herr Zebaoth / Psalm 84,1.2 / Meine Seele verlanget und sehnet sich nach den Vorhöfen des Herrn / Mein Leib und Seel freuen sich in dem lebendigen Gott“. Der achteckige Schalldeckel der Kanzel am mittleren Brüstungsfeld ist mit Schnörkeln verziert. Die polygonal-geschwungene Rokoko-Kanzel mit weiß-goldenen Ornamenten ist weit vorgebaut. Der untere Teil des Bogens wird durch eine zweigeschossige Holzwand ganz ausgefüllt, in die je vier Rechteckfenster mit Sprossen eingefügt sind. Mittig unter der Kanzel befindet sich die rechteckige Tür zur Sakristei.
Die dreiseitige Empore mit Blumengirlanden in den Brüstungsfeldern ruht auf viereckigen Holzstützen, die mit ionischen Kapitellen verziert sind. Die Messingleuchter wurden 1965 von der Johanneskirche in Gießen übernommen. Das schlichte hölzerne Kirchengestühl ist von drei Seiten auf Kanzel und Altar ausgerichtet.

## Orgel

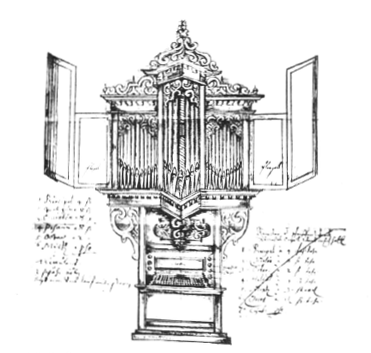
Wagner-Orgel von 1669

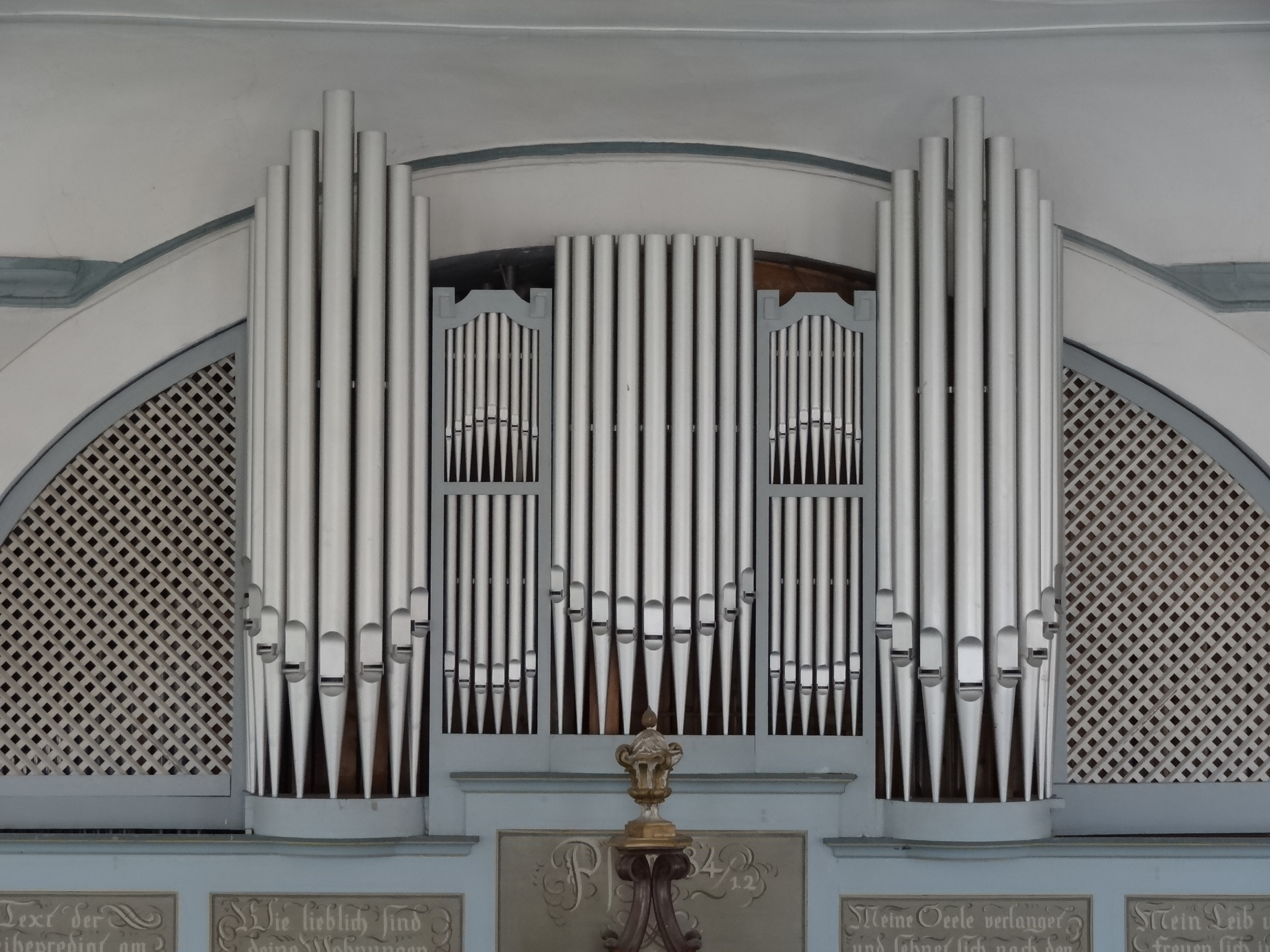
Orgel von 1925

In die Vorgängerkirche wurde 1705 eine neue Empore für eine Orgel eingebaut. Die Langsdorfer kauften die Orgel aus Hungen, die der Licher Orgelbauer Georg Henrich Wagner dort 1669 errichtet hatte. Die kleine Orgel mit sechs Registern wurde 1756 durch ein neues Werk von Johann Georg Dreuth ersetzt, das im Jahr 1872 einer neuen Orgel von Johann Georg Förster wich. Förster & Nicolaus Orgelbau schuf 1925 die heutige Orgel, die über 19 Register verfügt, verteilt auf zwei Manuale und Pedal. Die Orgel ist im spätromantischen Stil mit pneumatischen Kegelladen gebaut. Der Prospekt ist fünfachsig gegliedert. Die hohen runden Seitentürme und das mittlere Flachfeld haben oben keinen Gehäuseabschluss. Zwischen ihnen vermitteln zweigeschossige Flachfelder. Die Disposition lautet wie folgt:
| I Manual C–g3 |       |
| Bordun        | 16′   |
| Prinzipal     | 8′    |
| Gamba         | 8′    |
| Hohlflöte     | 8′    |
| Dolce         | 8′    |
| Oktave        | 4′    |
| Mixtur III–IV | 2 ⁄3′ |

| II Manual C–g3  |    |
| Geigenprinzipal | 8′ |
| Flauto dolce    | 8′ |
| Violine         | 8′ |
| Quintatön       | 8′ |
| Aeoline         | 8′ |
| Vox celeste     | 8′ |
| Rohrflöte       | 4′ |
| Piccolo         | 2′ |

| Pedal C–f1   |     |
| Prinzipalbaß | 16′ |
| Subbaß       | 16′ |
| Sanftbaß     | 16′ |
| Violoncello  | 8′  |

- Koppeln:
  - Normalkoppeln: II/I, I/P, II/P
  - Superoktavkoppeln: II/I
  - Suboktavkoppeln: II/I
- Spielhilfen: Freie Kombination, feste Kombinationen (Piano, Mezzoforte, Forte, Tutti), Piano-Pedal, Walze, Jalousie für II

## Glocken
Der Turm beherbergt ein Vierergeläut. Vor dem Zweiten Weltkrieg waren zwei Glocken von Guido Monginot aus dem Jahr 1657 und zwei der Gebr. Rincker von 1931 vorhanden. Im Zuge der Ablieferung für die Rüstungsindustrie 1942 blieb nur eine Monginot-Glocke erhalten. 1949 goss Rincker drei neue Glocken, die zweite im Stil von Monginot.
| Nr. | Gussjahr | Gießer         | Durchmesser | Inschrift | Bild |
| --- | -------- | -------------- | ----------- | --- | ---- |
| 1   | 1949     | Gebr. Rincker  |             | „ICH STEHE AUF DER WARTE IMMERDAR DES TAGES UND STELLE MICH AUF MEINE HUT ALLE NACHT“ |      |
| 2   | 1949     | Gebr. Rincker  |             | „FROHLOCKET MIT HÄNDEN VND JAVCHZET GOTT MIT FRÖHLICHEM SCHALL PSALM 47 2 P O KAPSIVS PASTOR I B FEY PRAETOR H ROTH BÜRGEMEISTER I HEIL BAUMEISTER LANGSTORF DIE 14 MARTY AO 1657 GUIDO MONGINOT MET FECIT INFOLGE VON KRIEGSSCHADEN UMGEGOSSEN VON GEBR. RINCKER-SINN“ |      |
| 3   | 1657     | Guido Monginot | 710 mm      | „RVFE GETROST VND ERHEB DEINE STIM . .WEIT EINE POSAVN P. KAPSIVS PASTOR ⋄ I B FEY PRAETOR ⋄ H ROTH BVRGEMEINSTER ⋄ I HEIL BAWMEINSTER ⋄ LANGSTORF DIE 14 MARTY A° 1657 GUIDO MONGINOT MET FECIT“                                                                       |      |
| 4   | 1949     | Gebr. Rincker  |             | „WENN ICH MIT MENSCHEN- VND MIT MIT ENGELZVNGEN REDETE UND HÄTTE DER LIEBE NICHT, SO WÄRE ICH EIN TÖNEND ERZ ODER EINE KLINGENDE SCHELLE.“ |      |